# 張宏林
張宏林（1971年7月26日—），台灣非政府組織人士、政治人物，現任公民監督國會聯盟執行長、網路政論節目《政經最前線 無碼看中國》主持人、綠色和平電台《荒野有情》主持人、亞洲體驗教育協會理事。
臺灣綠黨第十三屆共同召集人、全球綠人台灣之友會前執行長、主婦聯盟環境保護基金會前秘書長、荒野保護協會前秘書長，曾任多個公益團體主要職務，長期致力於社會改革和公民參政。

## 選舉結果
| 年度 | 選舉屆數               | 選舉區           | 所屬政黨 | 得票數 | 得票率 | 當選標記 | 備註 |
| ---- | ---------------------- | ---------------- | -------- | ------ | ------ | -------- | ---- |
| 2006 | 第十屆臺北市議員選舉   | 臺北市第六選舉區 | 台灣綠黨 | 3,410  | 1.24%  |          |      |
| 2008 | 第七屆立法委員選舉     | 全國不分區       | 台灣綠黨 | 58,473 | 0.58%  |          |      |
| 2010 | 第十一屆臺北市議員選舉 | 臺北市第六選舉區 | 台灣綠黨 | 4,164  | 1.39%  |          |      |

## 外部連結
- 綠黨 （页面存档备份，存于）
- 中央選舉委員會選舉資料庫 （页面存档备份，存于）
- 公民監督國會聯盟
- 台灣透明組織 （页面存档备份，存于）
- 台灣環境資訊協會
- 綠色和平電台